# Радзынь-Хелминьски
Радзынь-Хелминьски (пол. Radzyń Chełmiński), историч. Реден (нем. Rheden) —  город  в Польше, входит в Куявско-Поморское воеводство,  Грудзёндзский повят.  Имеет статус городско-сельской гмины. Занимает площадь 1,81 км². Население — 1946 человек (на 2004 год).

## Замок Реден
К северу от города, возле  Замкового озера (польс. Jezioro Zamkowe) находятся руины замка Реден (нем. Rehden), в Средние века служившего резиденцией комтурства тевтонских рыцарей. Основанный в 1234 году по приказу первого (по хронологии) ландмейстера Тевтонского ордена в Пруссии Германа фон Балка как деревянно-земляное укрепление, он выполнял роль опорного пункта на территории завоёванных крестоносцами прусских земель. Восстания пруссов, особенно Великое, сподвигло Орден в 1270—1285 годах на замену временного сооружения каменным. Во время строительства незавершенная вторая крепость была захвачена пруссами в 1278 году и разрушена.
В 1310—1330 годах был построен замок в своей известной сегодня четырёхугольной форме — как кирпичный готический замок-монастырь. Замок был уничтожен в XV веке. Разрушены три из четырёх его стен и большинство внутренних построек; оставшаяся стена хорошо сохранились до наших дней.

## Фотографии
- Руины замка Реден
- Руины замка Реден
- Костёл святой Анны